# برج تاتلین
برج تاتلین، یا پروژه بنای یادبود انترناسیونال سوم (۱۹۱۹–۱۹۲۰)، طرحی برای یک ساختمان یادبود بزرگ توسط هنرمند و معمار روسی ولادیمیر تاتلین بود که هرگز ساخته نشد. قرار بود پس از انقلاب اکتبر ۱۹۱۷ در پتروگراد (سنت پترزبورگ فعلی) به عنوان دفتر مرکزی و بنای یادبود انترناسیونال کمونیست ("انترناسیونال سوم") ساخته شود.

## طرح‌ها
قرار بود برج کانستراکتیویستی تاتلین از مصالح صنعتی: آهن، شیشه و فولاد ساخته شود. از نظر مصالح، شکل و عملکرد، به عنوان نمادی برجسته از مدرنیته در نظر گرفته می‌شد. این برج می‌توانست برج ایفل در پاریس را کوچک جلوه دهد. فرم اصلی برج، یک مارپیچ دوقلو بود که تا ۴۰۰ متر (۱٬۳۰۰ فوت) بالا می‌رفت. ارتفاع خواهد بود، که بازدیدکنندگان با کمک دستگاه‌های مکانیکی مختلف به اطراف آن منتقل می‌شوند. چارچوب اصلی شامل چهار سازه هندسی معلق بزرگ خواهد بود. این سازه‌ها با سرعت‌های مختلف می‌چرخند. در پایه سازه، مکعبی قرار داشت که به عنوان محل برگزاری سخنرانی‌ها، کنفرانس‌ها و جلسات قانونگذاری طراحی شده بود و این مکعب یک دور کامل را در طول یک سال طی می‌کرد. در بالای مکعب، یک هرم کوچک‌تر قرار داشت که فعالیت‌های اجرایی را در خود جای می‌داد و ماهی یک بار دور خود می‌چرخید. در بالا، یک استوانه قرار داشت که قرار بود یک مرکز اطلاعات را در خود جای دهد و از طریق تلگراف، رادیو و بلندگو، بولتن‌های خبری و بیانیه‌ها را منتشر کند و روزی یک بار دور خود می‌چرخید. در بالا، یک نیمکره برای تجهیزات رادیویی وجود داشت. همچنین برنامه‌هایی برای نصب یک صفحه نمایش غول‌پیکر روباز روی استوانه و یک پروژکتور دیگر که می‌توانست در هر روز ابری پیام‌ها را بر روی ابرها پخش کند، وجود داشت.

## ارزیابی‌ها
با توجه به اینکه تهیه مقدار فولاد مورد نیاز در روسیه ورشکسته پس از انقلاب غیرممکن بود، تردیدهای جدی در مورد عملی بودن این برج وجود دارد.
برج تاتلین برای تبلیغات شوروی بسیار مهم بود. از نظر نمادین، گفته می‌شد که این برج نمایانگر آرمان‌های کشور مبدأ خود و چالشی برای برج ایفل به عنوان نماد اصلی مدرنیته است. گفته می‌شود که ویکتور شکلوفسکی، منتقد شوروی، آن را بنای یادبودی «ساخته شده از فولاد، شیشه و انقلاب» نامیده است.

## مدل‌ها

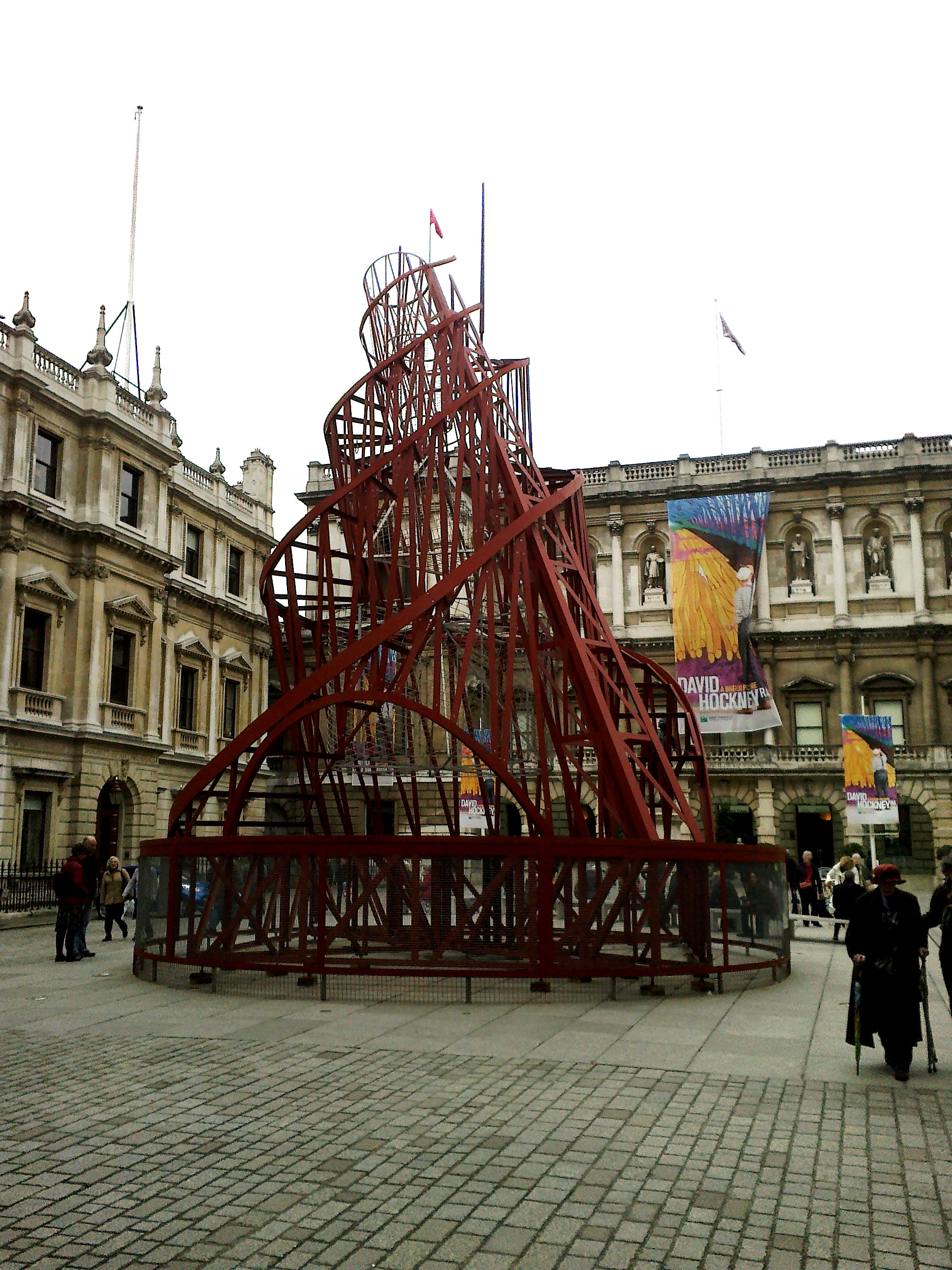
ماکت برج تاتلین در حیاط آکادمی سلطنتی لندن.

ماکت‌هایی از برج تاتلین در موزه مدرنا در استکهلم، سوئد، گالری ترتیاکوف در مسکو و موزه ملی هنر مدرن در مرکز ژرژ پمپیدو در پاریس وجود دارد. یک ماکت ۱:۴۲ در نوامبر ۲۰۱۱ در آکادمی سلطنتی هنر لندن ساخته شد. در سپتامبر ۲۰۱۷، همان ماکت ۱:۴۲ به عنوان بخشی از «فصل روسیه» در مرکز هنرهای تجسمی سینزبری در نوریچ نصب شد. از زمان بسته شدن نمایشگاه در فوریه ۲۰۱۸، انتظار می‌رود این برج تا پایان سال ۲۰۲۱ به عنوان یکی از ویژگی‌های «پارک مجسمه‌سازی» دانشگاه ایست آنگلیا به نمایش گذاشته شود.
مجسمه فواره نور اثر آی ویوی در سال ۲۰۰۷ که در حال حاضر در موزه لوور ابوظبی به نمایش گذاشته شده، از روی برج تاتلین مدل‌سازی شده است.